# Svart spatelstjärtsskata
Svart spatelstjärtsskata (Crypsirina temia) är en fågel i familjen kråkor inom ordningen tättingar.

## Utseende
Svart spatelstjärtsskata är en rätt liten (31–33 cm) helmörk trädskata med mycket lång, mot spetsen avsmalnad stjärt med spatelformad spets. Näbben är kort men kraftig med böjd övre näbbhalva. Fjädrar på hjässa och tygel bildar en mjuk sammetslik kudde. Hela fjäderdrälten är svartaktig med bronsgrön glans, i bra ljus kontrasterande mot svarta ansiktet och strupe. Ögat är ljusblått, ben och näbb svarta.

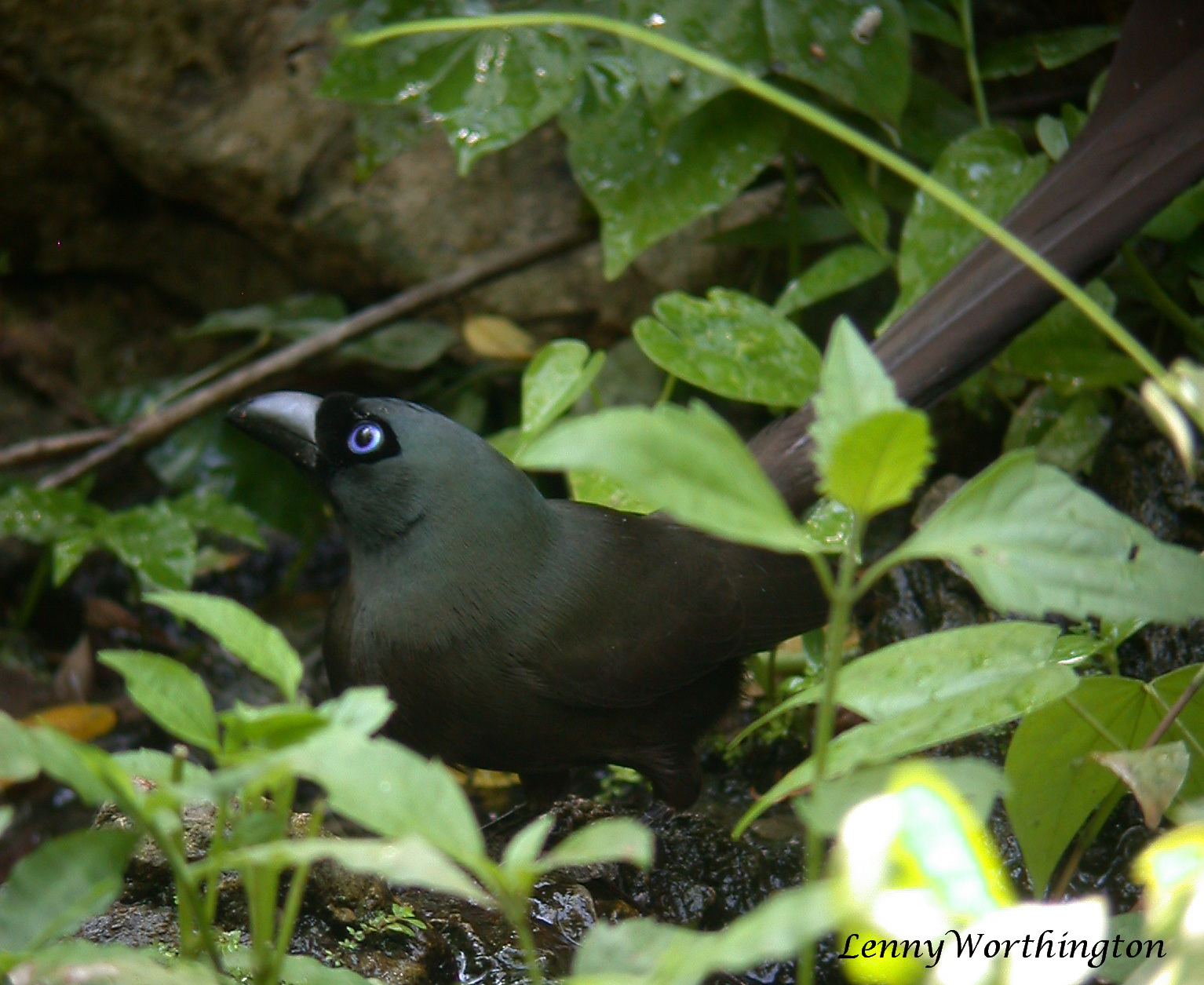

## Utbredning och systematik
Fågeln förekommer från södra Myanmar till norra Malackahalvön, Indokina, Java och Bali. Den behandlas som monotypisk, det vill säga att den inte delas in i några underarter.

## Status och hot
Arten har ett stort utbredningsområde, men tros minska i antal, dock inte tillräckligt kraftigt för att den ska betraktas som hotad. Internationella naturvårdsunionen IUCN listar arten som livskraftig (LC).